# World Series of Poker 2003
Le World Series of Poker 2003 furono la trentaquattresima edizione della manifestazione. Si tennero dal 23 aprile al 24 maggio presso il casinò Binion's Horseshoe di Las Vegas.
Il vincitore del Main Event fu Chris Moneymaker.

## Eventi preliminari
| Evento                                    | Vincitore          | Premio   | Ultimo giocatore eliminato |
| ----------------------------------------- | ------------------ | -------- | -------------------------- |
| $500 Casino Employee's Limit Hold'em      | David Lukaszewski  | $35.800  | Paul Trieglaff             |
| $2.000 Limit Hold'em                      | Mohammed Ibrahim   | $290.420 | Jon Brody                  |
| $1.500 Seven card stud                    | Toto Leonidas      | $98.760  | Rallis Peter Tanagiotias   |
| $2.000 Omaha Hi-Lo Split                  | Chris Ferguson     | $123.680 | Barry Bindelglass          |
| $2.000 No Limit Hold'em                   | Jim Meehan         | $280.100 | Guy Calvert                |
| $1.500 Pot Limit Hold'em                  | Prahlad Friedman   | $109.400 | Bernd Rygol                |
| $1.500 Seven Card Stud Hi-Lo Split        | Minh Nguyen        | $106.020 | Bob Mangino                |
| $1.500 Pot Limit Omaha                    | Erik Seidel        | $146.100 | Mến Nguyễn                 |
| $2.000 H.O.R.S.E.                         | Doyle Brunson      | $84.080  | Brian Haveson              |
| $2.000 1/2 Hold'em 1/2 Seven Card Stud    | Chris Ferguson     | $66.220  | Diego Cordovez             |
| $2.500 No Limit Hold'em                   | Phi Nguyen         | $222.800 | Jim Miller                 |
| $2.500 Limit Hold'em                      | Phil Hellmuth      | $171.400 | Young Phan                 |
| $2.500 Seven Card Stud                    | Michael Saltzburg  | $95.580  | Mimi Tran                  |
| $5.000 No Limit Deuce to Seven Draw poker | O'Neil Longson     | $147.680 | Allen Cunningham           |
| $5.000 No Limit Hold'em                   | Johnny Chan        | $224.400 | Surinder Sunar             |
| $1.500 Limit Omaha                        | Eddy Scharf        | $63.600  | Dave Colclough             |
| $1.500 Limit Hold'em                      | John Arrage        | $178.600 | Kathy Liebert              |
| $5.000 Seven-Card Razz                    | Huck Seed          | $71.500  | Phil Ivey                  |
| $2.500 Omaha Hi-Lo Split                  | Layne Flack        | $119.260 | Mến Nguyễn                 |
| $2.000 Pot Limit Hold'em                  | Mickey Appleman    | $147.280 | Brian Plona                |
| $1.000 Seniors' No Limit Hold'em          | Ron Rose           | $130.060 | Ron McMillan               |
| $2.500 Seven Card Stud Hi-Lo Split        | John Juanda        | $130.200 | Shahram Sheikhan           |
| $1.500 No Limit Hold'em                   | Amir Vahedi        | $270.000 | Cleve Haley                |
| $2.000 S.H.O.E.                           | Daniel Negreanu    | $100.440 | Jim Pechac                 |
| $5.000 Pot Limit Omaha                    | Johnny Chan        | $158.100 | Emmanuel Sebag             |
| $1.500 Limit Hold'em Shootout             | Layne Flack        | $120.000 | Annie Duke                 |
| $3.000 Limit Hold'em                      | Tom Jacobs         | $163.000 | Jan Sjavik                 |
| $1.000 Ladies' 1/2 Hold'em 1/2 Stud       | Barb Rugolo        | $40.700  | J. J. Liu                  |
| $1.500 Omaha Hi-Lo Split                  | Frankie O'Dell     | $133.760 | Bill Schonsheck            |
| $3.000 Pot Limit Hold'em                  | Charles Keith Lehr | $225.040 | Chris Ferguson             |
| $5.000 Seven Card Stud                    | Mến Nguyễn         | $178.560 | Mel Judah                  |
| $3.000 No Limit Hold'em                   | Phil Hellmuth      | $410.860 | Daniel Negreanu            |
| $2.500 Pot Limit Omaha                    | John Juanda        | $203.840 | O'Neil Longson             |
| $5.000 Limit Hold'em                      | Carlos Mortensen   | $251.680 | Mark Gregorich             |
| $1.500 Ace to Five Triple Draw Lowball    | Mến Nguyễn         | $43.520  | Charles Keith Lehr         |

## Main Event

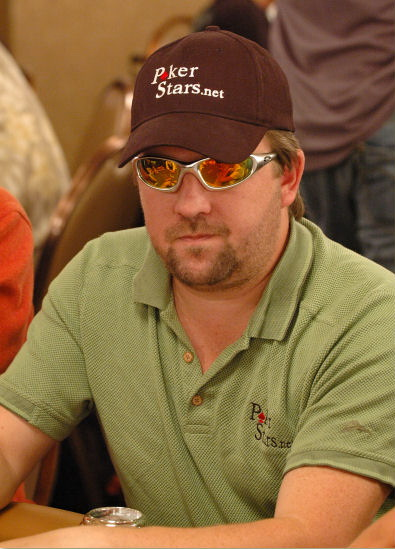
Chris Moneymaker, vincitore del Main Event

I partecipanti al Main Event furono 839. Ciascuno di essi pagò un buy-in di 10.000 dollari. Tuttavia alcuni partecipanti, incluso il vincitore Chris Moneymaker, ebbero accesso al Main Event grazie alla vittoria in alcuni tornei on-line di qualificazione.

### Tavolo finale
| Piazzamento | Nome             | Premio     |
| ----------- | ---------------- | ---------- |
| 1°          | Chris Moneymaker | $2.500.000 |
| 2°          | Sam Farha        | $1.300.000 |
| 3°          | Dan Harrington   | $650.000   |
| 4°          | Jason Lester     | $440.000   |
| 5°          | Tomer Benvenisti | $320.000   |
| 6°          | Amir Vahedi      | $250.000   |
| 7°          | Young Pak        | $200.000   |
| 8°          | David Grey       | $160.000   |
| 9°          | David Singer     | $120.000   |